# Токсичність

Череп із кістками — основний символ токсичності

Токси́чність — властивість деяких хімічних елементів, сполук і біогенних речовин згубно впливати на живі організми (рослини, тварини, гриби, мікроорганізми) і здоров'я людей (бензопірен, важкі метали, кислотні сполуки, оксиди азоту, сірки).
Гостра токсичність — токсичність, коли значний шкідливий ефект (або смерть) настає за короткий час після початку дії речовини, при одноразовій дозі, або при одній експозиції чи кількакратній дозі менш, ніж за добу.

## Загальний опис
З термодинамічної точки зору людина — відкрита система (обмінюється речовиною й енергією із середовищем). Токсичність хімічних сполук обумовлена взаємодією речовин організму та речовин зовнішнього середовища. Токсичність, зокрема, залежить від:
- дози або концентрації (для газових речовин), що визначає токсичність речовин; токсичною називається доза речовини, яка не є летальною (летальна доза позначається LD);
- фізичних та хімічних властивостей
- шляхів і швидкості проникнення отрут до організму
- віку та статі
- індивідуальної сприйнятливості до відповідної отрути
- періоду резорбції (час до максимізації концентрації речовини у крові від моменту потрапляння); резорбцією називається процес проникнення речовини з оточуючого середовища або осередка внутрішнього середовища організму до лімфи й кровотоку
- періоду елімінації (час з моменту досягнення максимальної концентрації у крові до повного зникнення речовини з крові)

Важливим показником токсичності газових речовин є гранично допустима концентрація. Для санітарного оцінювання середовища і води відкритих водойм, визначають гранично допустиму концентрацію шкідливих речовин у повітрі й воді. У випадку газової речовини гранично припустима концентрація має розмірність мг/м3, для речовини у воді мг/л.
Найрозповсюдженішим прикладом є отруєння продуктами горіння газу (зокрема, карбон (II та IV) оксидами), внаслідок чого у крові гемоглобін перетворюється карбоксигемоглобін. Спорідненість гемоглобіну до {\displaystyle \mathrm {CO} } у 240 разів перевищує спорідненість до {\displaystyle \mathrm {O_{2}} }. {\displaystyle \mathrm {CO} }, зв'язуючись з гемоглобіном (карбоксигемоглобін), погіршує оксигенацію периферичних тканин посередництвом двох механізмів:
- {\displaystyle \mathrm {CO} } безпосередньо зменшує кисневу ємність крові, знижуючи кількість гемоглобіну, доступного для зв'язування із киснем (утворення оксигемоглобіну);
- {\displaystyle \mathrm {P_{50}} } й зсуває криву дисоціації оксигемоглобіну ліворуч (див. Ефект Веріго-Бора).

Взимку вміст продуктів згоряння природного газу у газифікованих квартирах після тривалого горіння пальників вищий, ніж влітку (див. Тяга (різниця тисків)). Серед у складі продуктів згоряння знаходяться бензпірен та радон. Радон часто накопичується у житлових (підвальних) приміщеннях. Концентрація радону у приміщеннях прямо залежить від концентрації у ґрунтах під будинками, яка визнчається вмістом у них радію, а також фізичними параметрами ґрунту: щільністю, пористістю, коефіцієнтом еманування. Величина дози опромінення за рахунок більшості природних джерел (космічне випромінювання, випромінювання земних порід, калію-40 й інших радіоактивних ізотопів, які містяться безпосередньо у організмі людини), практично не може бути змінена. Велике значення займає випромінювання будівельних матеріалів, які використовуються для спорудження житлових будинків, суспільних й промислових споруд. За достатньої товщини стін та перекритів відбувається майже повне екранування впромінювання земних порід. Співвідношення між потужністю дози у приміщенні й концентрацією радіоізотопів у будівельних матеріалах у випадку достатньо великої товщини стін та перекриттів може бути отримане по формулі для дози випромінювання у порожнині у нескінченному середовищі: {\displaystyle P[{\text{мікрорентген/год}}]=AS_{U}+BS_{Th}+CS_{K},} де {\displaystyle S_{U},S_{Th},S_{K}} — ваговий вміст урана, торію та калію відповідно. Разом із радіоактивністю від радіоактивних домішок у будівельних матеріалах джерелом радіації може бути також наведена радіоактивністю. Наведена радіоактивність конструкційних матеріалів визначається кількістю елементів, на ізотопах яких утворюються довгоживучі радіонукліди, найважливішими для бетонів є слідові: літій, європій, кобальт, залізо, цезій, нікель, іобій, кальцій, торій, уран; домішкові й основні: залізо, кальцій.
У воді з римських акведуків у надлишковій кількості містився свинець, оскільки частина труб, по яким йшла вода, були свинцевими. Постійне вживання такої води призводило до того, що канцерогенний свинець накопичувався у організмі й провокував розвиток ракових захворювань. Як наслідок - тривалість життя римлян не перевищувала 25 років.
Джерела отруєння можуть мати складний характер і бути, на перший погляд, неочевидними. Шкідливі речовини, наприклад, діоксини, які містяться у ґрунті, можуть асимілюватися із рослинами й через трофічні ланцюжки надходити до організму людини. Молоко тварин, інфікованих кліщами, є джерелом зараження (вірус може бути небезпечним для дітей, яких годують грудьми заражені жінки). Вірус енцефаліту кліщового офіційно визнаний чинником біологічної зброї. Протикліщові заходи полягають у застосуванні акарицидів, зокрема оловоорганічних сполук (наприклад, фенбутатиноксиду), які є кумулятивними речовинами (накопичуваними у організмі). Застосування ртутьорганічних пестицидів та хлорорганічних пестицидів в України заборонено. Авермектини мають виключно високу активність і широкий спектр антипаразитарної дії. Вони активні щодо екзо- та ендопаразитів тварин (кліщів, нематод, бліх, вошей тощо), а також фітонематод та комах — шкідників рослин (крапчастий і павутинні кліщі, міль, попелиця тощо).
Поверхневий шар шкіри складається із зроговілих епідермоцитів товщиною 20…40 мсм, поверхня вкрита жировою змазкою, що може обумовлювати резорбцію ліпофільних речовин, наприклад, ратиндану, азотистий та сірчаний іприти. У зроговілому шарі міститься 5-15 % води. При тривалому контакті із водними середовищами кількість води у зроговілому шарі збільшується до 50 %, однак до кровотоку вода не проникає. Відстань, яка відділяє зроговілий шар від капілярів дермального шару становить близько 0,3 мм. Шкіра є електрично зарядженою мембраною, її зовнішня поверхня має негативний заряд. Проникнення речовин відбувається трьома шляхами: через епідерміс, через сальні і потові залози, волосяні фолікули. Для проникних через шкіру низькомолекулярних й ліпофільних сполук основним є трансепідермальний шлях, оскільки відносн площина поверхні двох інших шляхів мала й складає менше 1 % від загальної площі поверхні шкіри. Для повільно проникаючих через шкіру речовин трансфолікулярний й трансгладуряний шляхи можуть мати суттєве значення. При проходженні речовин скрізь шкіру варто відрізняти резорбцію (проникнення до кровотоку) й просочування (фіксацію токсичних речовин у шкірі).
Нітрогліцерин приймають у таблетках або спиртового розчину. Він добре всмоктується через слозову роту (під'язиковою ділянкою) і здійснює дію швидше, ніж принята перорально така сама кількість нітрогліцерину.
Газові речовини і пара летких рідин, які надійшли через дихальні шляхи, проявляють токсичну дію швидше, ніж рідини або тверді ечовини, які потрапили на шкіру або через стравохід. Токсичність твердих речовин залежить від розміру частинок: більш дрібні речовини є токсичнішими, ніж ті самі, але з більшими частинками. Це пояснюється різницею у швидкості розчинності великих і малих частинок та відповідно неоднаковою швидкістю їх надходження до крові.
Токсичність визначається агрегатним станом, розчинністю у воді та жирах, дисоціацією на іони тощо. Токсичність водорозчинних речовин залежить від дисоціації. Наприклад, хлорид та нітрат барію, на відміну від сульфату барію, добре розчиняються у воді і це обумовлює їхню токсичність на відміну від останнього; оксид арсену(III) є менш розчинним у порівнні із арсенітами й арсенатами лужних металів. Розчинні у воді солі тяжких металів є токсичнішими, ніж їх оксиди.
Токсичність речовин обумовлена функціональними групами або подвійними зв'язками у їх молекулах. Ненасичені речовини є більш токсичними, ніж близькі до них за складом насичені. Наприклад, аліловий спирт (ненасичена сполука) більш токсичний, ніж пропіловий спирт (насичена сполука). Їхні хемічні формули відрізняються на два атоми гідрогену: {\displaystyle \mathrm {CH_{2}=CH-CH_{2}OH} } — аліловий спирт, {\displaystyle \mathrm {CH_{3}-CH_{2}-CH_{2}OH} }.
Токсичними є речовини, які містять наступні угрупування: {\displaystyle \mathrm {=C=O,\quad =C=C,\quad S=,\quad -N=O,\quad -NO_{2}} } тощо. Токсичність може бути обумовлена уведенням до складу їх молекул атомів хлору, флуору, арсену, ртуті тощо. Групи атомів (наприклад, {\displaystyle \mathrm {C=C-,\quad -C_{6}H_{5},\quad -CH_{2}-,\quad -NH_{2}} }) можуть посилювати токсичний ефект. Токсичність залежить від їх положення у гомологічних рядах. Із збільшенням молекулярої маси токсичність гомологів зростає. Наприклад, пропіонова кислота є токсичнісшою за оцтову, а масляна токсичніша за пропіонову.
Аліфатичні спирти є токсичнішими за їх ізомери. Наприклад, більша токсичність пропілового і бутилового спиртів у порівнянні із їх ізомерами (ізопропіловим та ізобутиловим спиртами).
Пара циклічних вуглеводнів (циклопропану, циклобутану, циклопентану, циклогексану тощо) є токсичнішою, ніж пара відповідних їм (за кількістю атомів карбону) аліфатичних вуглеводнів (пропану, бутану, пентану, гексану тощо). Із збільшенням кількості атомів карбону в молекулах спиртів їхня токсичність зростає.

## Методи дослідження
Реакції, які використовуються в якісному аналізі, мають супроводжуватися візуальним ефектом:
- появою чи зникненням осаду;
- появою, зникненням чи зміною кольору розчину;
- виділенням газів;
- утворенням кристалів характерного кольору і форми;
- появою забарвлених перлів;
- забарвленням полум'я;
- появою світіння;
- виникнення характерного забарвлення при розтиранні речовин.

Зокрема, наявність свинцю в ґрунті виявляють за допомогою йодиду, хромату або сульфату калію за появою характерного осаду.